# Dawid Błok
Dawid Siemionowicz Błok (ros. Давид Семёнович Блок; ur. 1888, zm. 1948) – radziecki kompozytor. Był głównym dyrygentem rosyjskiej kinematografii, niemal od początków kina dźwiękowego.

## Rodzina
- Wnuk Michaił Jurowski oraz prawnuki Władimir Jurowski i Dmitrij Jurowski – dyrygenci
- Zięć Władimir Jurowski – kompozytor

## Wybrana muzyka filmowa
- 1926: Matka
- 1932: Horyzont
- 1940: Bojownik wolności